# Farinha
Farinha é um pó alimentício feito pela moagem de grãos crus, raízes, feijões, nozes ou sementes. As farinhas são usadas para fazer muitos alimentos diferentes. A farinha de cereais, particularmente a farinha de trigo, é o principal ingrediente do pão, que é um alimento básico para muitas culturas. A farinha de milho tem sido importante na culinária mesoamericana desde os tempos antigos e continua sendo um alimento básico nas Américas. A farinha de centeio é um componente do pão no centro e norte da Europa.
A farinha de cereal consiste em endosperma, gérmen e farelo juntos (farinha integral) ou apenas no endosperma (farinha refinada). A palavra "fubá" é usada para se referir a uma farinha um pouco mais grossa (com um grau de cominuição mais elevado) ou pode ser sinônimo de farinha; o termo é utilizado das duas formas. Por exemplo, a palavra "fubá de milho" geralmente implica uma textura mais granulada, enquanto "farinha de milho" sugere um pó mais fino, embora não haja uma linha divisória claramente definida para isso.

O CDC, agência de saúde estadounidense, alertou para não comer massas ou massas de farinha crua. A farinha crua pode conter bactérias como E. coli e precisa ser cozida como outros alimentos.

## História

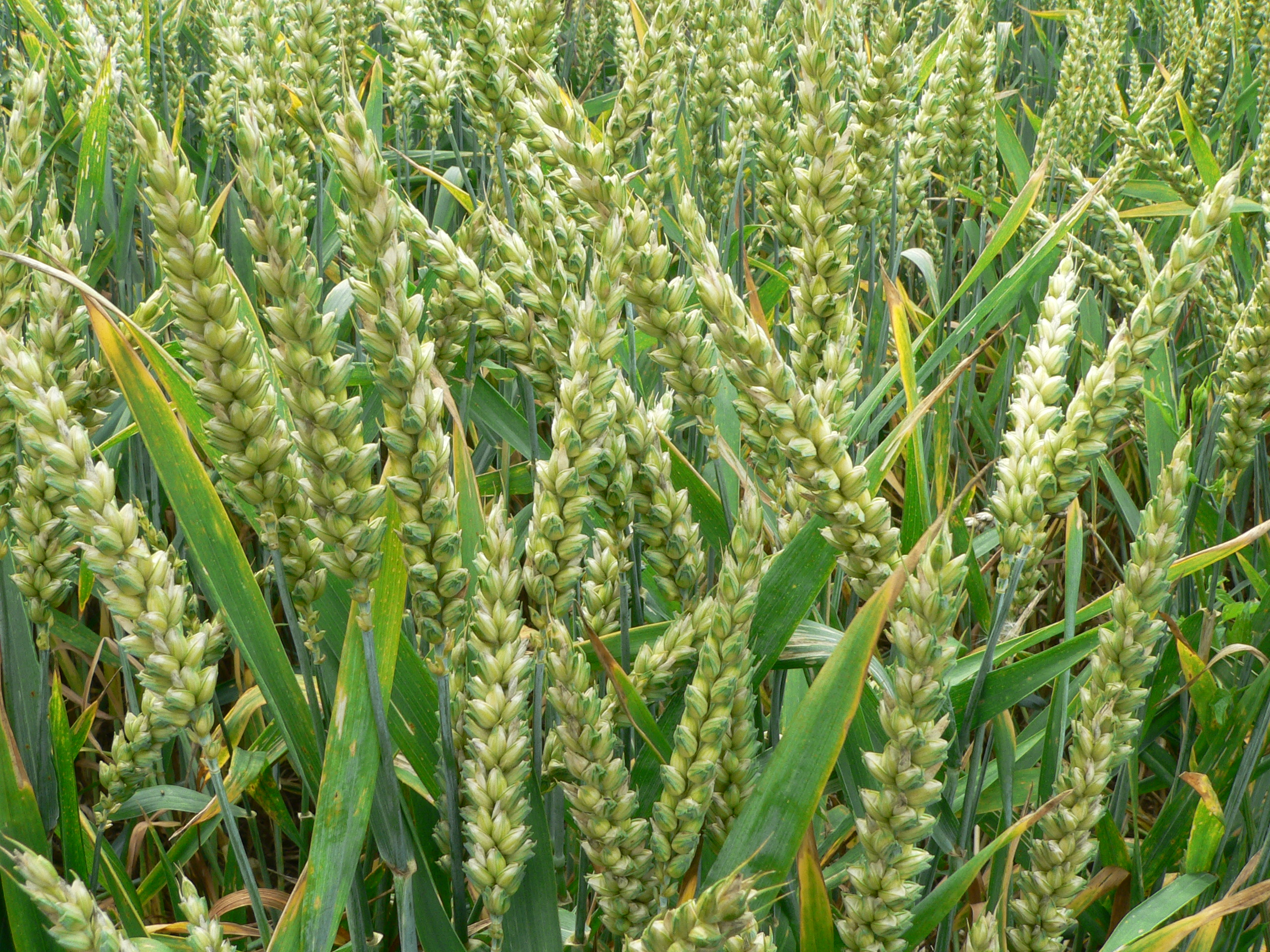
Um campo de trigo verde.

Evidências arqueológicas para fazer farinha (sementes de trigo esmagadas entre simples mós) datam de pelo menos 6000 a.C. Em 2018, arqueólogos relataram encontrar evidências de fabricação de pão em Shubayqa 1, um local de caçadores-coletores natufianos com mais de quatorze mil anos no noroeste da Jordânia. Os antigos romanos foram os primeiros a moer sementes em moinhos de cone. Em 1786, no início da Era Industrial, o primeiro moinho de farinha a vapor, Albion Mills, Southwark, foi concluído em Londres. Na década de 1930, algumas farinhas começaram a ser enriquecidas com ferro, niacina, tiamina e riboflavina. Na década de 1940, os moinhos começaram a enriquecer a farinha e o ácido fólico foi adicionado à lista na década de 1990.

### Farinha degerminada e processada a quente
Um problema importante da revolução industrial foi a preservação da farinha. As distâncias de transporte e um sistema de distribuição relativamente lento colidiram com a vida útil natural. A razão para a vida útil limitada são os ácidos graxos do gérmen, que reagem a partir do momento em que são expostos ao oxigênio. Isso ocorre quando o grão é moído; os ácidos graxos oxidam e a farinha começa a ficar rançosa. Dependendo do clima e da qualidade do grão, esse processo leva de seis a nove meses. No final do século XIX, esse processo era muito curto para um ciclo de produção e distribuição industrial. Como vitaminas, micronutrientes e aminoácidos eram completamente ou relativamente desconhecidos no final do século XIX, a remoção do gérmen foi uma solução eficaz. Sem o gérmen, a farinha não pode ficar rançosa. A farinha de gérmen tornou-se padrão. A degerminação começou em áreas densamente povoadas e levou aproximadamente uma geração para chegar ao campo. A farinha processada por calor é a farinha onde o gérmen é primeiro separado do endosperma e do farelo, depois processado com vapor, calor seco ou microondas e misturado à farinha novamente.

## Moinhos modernos
Os moinhos de rolos logo substituíram os moinhos de moagem de pedra, pois a produção de farinha historicamente impulsionou o desenvolvimento tecnológico, pois as tentativas de tornar os moinhos mais produtivos e menos trabalhosos levaram ao moinho de água e ao moinho de vento. Esses termos são agora aplicados de forma mais ampla aos usos da água e da energia eólica para outros fins que não a moagem. Mais recentemente, o moinho Unifine, um moinho de impacto, foi desenvolvido em meados do século XX.
Equipamentos agrícolas modernos permitem que os pecuaristas façam parte ou toda a sua própria moagem quando chega a hora de converter suas próprias colheitas de grãos em farinha grossa para alimentação do gado. Essa capacidade é economicamente importante porque as margens de lucro geralmente são pequenas o suficiente na agricultura comercial, de modo que economizar em despesas é vital para permanecer no negócio.

## Galeria
| |                   | |                           |                                                         |
| Três tipos diferentes de farinha de trigo e centeio. Da esquerda para a direita: farinha de trigo tipo 550 (farinha de uso geral), farinha de trigo tipo 1050 (primeira farinha clara), farinha de centeio tipo 1150. | Farinha de arroz. | Farinha de mandioca (esquerda) e farinha de milho (direita) em Quinxassa, República Democrática do Congo. Estas farinhas são ingredientes básicos para a culinária da África Central. | Kinako (farinha de soja). | Farinha de rosca feita de pão seco/torrado e triturado. |